# Washington Brazil Office
O Washington Brazil Office (WBO) é uma organização não-governamental norte-americana independente, criada em 2022, que, segundo sua apresentação, conecta e apoia esforços de advocacy e produção de conhecimento para fortalecer a sociedade civil, promover o desenvolvimento sustentável e defender a democracia e os direitos humanos.
Desde a sua fundação a organização é presidida pelo brasilianista James Naylor Green, professor da Universidade Brown (Estados Unidos).

## História
O WBO foi criado em 2022 como um think tank de organizações sociais e acadêmicas com objetivo de influenciar tomadores de decisão nos Estados Unidos. Entre as 25 organizações fundadoras do WBO estão o Movimento dos Trabalhadores Rurais sem Terra (MST), o Movimento dos Trabalhadores sem Teto (MTST) e o Movimento dos Atingidos por Barragens (MAB). Atualmente o WBO tem 61 organizações afiliadas, 10 organizações parceiras, e seis organizações apoiadoras. Entre as organizações afiliadas estão o Instituto Vladimir Herzog, o Greenpeace, o Instituto Sou da Paz, o Geledés, a Comissão Arns, o IBASE e a CUT.

## Atuação durante as eleições de 2022
Durante as eleições presidenciais brasileiras de 2022 o WBO organizou um sólido trabalho para expor os riscos de ruptura democrática no país caso o devido processo eleitoral não fosse respeitando, enviando documentação para a Casa Branca e para parlamentares americanos e realizando uma missão aos Estados Unidos com representantes de 19 organizações da sociedade civil brasileira. O trabalho da Organização contra a ruptura da ordem democrática foi narrado em um longa crónica de João Paulo Charleaux para a Revista Piauí no ano seguinte aos fatos.

## Liberdade de expressão e atuação junto ao Congresso Americano
A organização também atuou no combate as fake news e denunciando o suposto uso de uma audiência parlamentar no Congresso Americano para que militantes da extrema direita distorcessem a realidade política do Brasil, oferecendo uma narrativa concorrente sobre os fatos.
A desclassificação de arquivos americanos sobre a ditadura militar brasileira também é objeto de lobby da organização junto ao governo norte-americano.

## Atividades de mobilização
Em sua função de geração de conhecimento, o WBO também promove evento que conectam atores da sociedade civil, acadêmicos e agentes governamentais do Brasil e dos Estados Unidos para a discussão de temas estratégicos.

## Controvérsias
Em maio de 2022, o Washington Brazil Office foi acusado pelo assessor especial do então presidente Jair Bolsonaro, Filipe Martins, de "difamar a imagem do Brasil no exterior". Martins afirmou que a ligação da organização com o bilionário George Soros a tornaria um ator parcial no debate político.
Em junho de 2023, foi o Diário da Causa Operária quem acusou a organização de ser um braço acadêmico do imperialismo norte-americano, citando novamente a Open Society Foundations, de George Soros, e a Fundação Ford como influenciaras do think tank.